# 1-335
I-335 — одна из самых распространённых в СССР серия панельных, преимущественно 5-этажных, жилых домов. Проект Ленинградского отделения Горстройпроекта. Серия 1-335 является одной из первых общесоюзных. Она легко узнаваема по большим панелям, широким окнам, торцам из четырёх панелей с двумя рядами окон.
Относится к классическим «хрущёвкам» в пять этажей с неполным каркасом и продольными несущими стенами. Себестоимость строительства одного квадратного метра жилой площади для каркасно-панельных домов серии 1-335 составляла 95 рублей в ценах 1961 года - самая низкая цифра за всю историю индустриального домостроения в СССР. Больше всего домов этой серии было построено в Ленинграде, в менее значительных объёмах - 
в Москве. 1-335 - единственная серия домов, встречающаяся и в Москве, и в Санкт-Петербурге (при этом в большой степени различаются фасадные и кровельные решения).
Дома серии 1-335 полукаркасного типа на сегодня исчерпали надёжность конструктивной схемы и находятся в плохом состоянии. Дома с облегчённой конструкцией подразумевают наличие тонких стен, не отличающихся хорошими тепло- и звукоизоляционными свойствами. Для утепления наружных стен применялась минеральная вата низкого качества.
В таких домах встречаются как паркетные, так и дощатые полы. Во всех квартирах, кроме тех, что на первых этажах, есть балконы. Как и многие первые серии «хрущёвок», дома 1-335 устарели и постепенно сносятся.

## Описание
Для внешнего вида 1-335 характерны: удлинённые окна на лестничных клетках, почти во всю высоту панели; сильнее выступающие, чем в аналогичной по планировке серии 1-464 козырьки четырёхскатной крыши; как правило, узкие (не на всю ширину панели) балконы, а в тёплом и умеренном климате — зачастую широкие окна квартир (двустворчатые выглядят квадратными и в среднем на 10 см шире чем у других «хрущёвок» того периода). Торцевые стены без балконов, состоят из 4-х панелей, две панели с окнами в центре или по краям. Во втором случае в одном из боковых фасадов имеется внешняя пожарная лестница. Крыша обычно четырёхскатная железная или из волнистого асбоцемента. В другой модификации, в том числе которую строил Полюстровский домостроительный комбинат (ДСК-1) (она встречается и в других регионах), может быть плоская крыша вообще без чердака.
Серия 1-335 - один из первых проектов (наряду с K-7) «полукаркасной» схемы (неполный каркас и навесные панели). Более поздние модификации имеют полный каркас. Несущие стены — продольные (на что указывает I в названии серии). Число секций в исходной модификации — 3, 4, 5, 6, 8 и 10. На площадке по 4 квартиры. Квартиры 1-, 2- и 3-комнатные, высота потолков — 2,55 метра. Центральная комната в 3-комнатной квартире проходная. Санузел совмещённый. Водо- и теплоснабжение централизованное. Лифты и мусоропроводы в модификациях в 5 этажей и ниже отсутствуют.

## Модификации
Хрущёвки этой серии возводились с 1958 по 1973 год, после чего перешли к строительству модернизированных серий I-335К, I-335А, I-335АК и I-335Д, которые производились вплоть до конца 1980-х годов и в некоторых городах выросли до 7 и 9 этажей. В пределах Москвы про наличие домов усовершенствованной серии I-335 достоверно неизвестно, в Санкт-Петербурге их также нет. В настоящее время такие здания могут быть санированы / реконструированы.
На основе базовой серии 1-335А Ленинградским зональным научно-исследовательским и проектным институтом были также разработаны типовые проекты детских яслей-садов: на 140 мест (типовой проект 1-335А-211-1-1) и 280 мест (типовой проект 1-335А-211-1-2).

## Распространение
Серия 1-335 широко распространена на пространстве бывшего СССР. Первый дом этой серии был построен в Ангарске (Восточная ул., 23) и сдан в конце января 1959 года. Это трёхэтажный дом, и поэтому серия получила цифру 3 в качестве первой цифры кода. В 2019 году этот дом был признан аварийным, расселён и запланирован к экспериментальному сносу, который позволит узнать, насколько каркас дома потерял жёсткость, определить степень износа, выяснить остаточную сейсмостойкость и сделать выводы в отношении других зданий указанной серии. 16 декабря 2020 года дом был снесен; в демонтированном доме зафиксированы значительные коррозионные повреждения соединительных деталей узлов сопряжения панелей и трещины в стенах, влияющие на работоспособность и несущую способность здания. Однако, выявленные дефекты конструкций не позволили однозначно и системно распространять полученные данные на другие здания этой серии ввиду неоднозначности и некоторой противоречивости результатам ранее выполненных исследований. Они требуют системного уточнения на других объектах этой серии.
В Москве дома 335 серии строились из завезённых конструкций; в квартальной застройке встречаются в виде отдельных вкраплений.
Наибольшее количество домов этой серии было построено в Санкт-Петербурге, где их выпускал Полюстровский ДСК — 289 зданий, всего 1442 секции в Красногвардейском и Калининском районах города.
В Омске эксплуатируется 170 домов серии I-335ПК с неполным каркасом (более 2 % всего объёма этой серии в стране).
В Калуге главный архитектор города Павел Перминов предложил использовать на типовых панелях смальтовую мозаику. Основной мотив был взят из традиционной вышивки Тарусского района Калужской области, т. н. «тарусской перевити», однако на ряде домов были созданы мозаичные панно, посвященные 600-летию Калуги (1971 год) и освоению космоса. С точки зрения исследователей, сохранившиеся мозаики представляют культурную ценность, однако по состоянию на 2021 год ни одна калужская пятиэтажка не признана объектом культурного наследия. В ходе капитального ремонта орнаменты, как правило, заштукатуриваются или скрываются под утеплителем.
В Туле изначально решено было строить дома именной серии, но строители столкнулись с рядом технологических сложностей. Поэтому решено было внедрить свои панели для строительства, так на свет появилась серия 1-335АТ (тульская). Панели для неё производились на двух заводах — алексинском ЖБИ и ЗКД (Завод крупных деталей). Первым районом, где стали возводить данные дома, стал Пролетарский.
Самая массовая серия жилых домов — в регионах юга Западной Сибири и в Казахстане.
В Архангельске дома 9-этажной версии возводились до 1990-х годов.
Дома серии 1-335 в различных модификациях — наиболее распространённые типовые дома в Астрахани после местной модификации серии 111-135 (строится по сей день).
В Новополоцке сериями 1-335, 1-335-1, 1-335-3 и 1-335-4 застроено внутреннее пространство большинства микрорайонов.